# BroadFiler
BroadFiler（ブロードファイラー）とは、株式会社ソフトリンクスにより開発されているMicrosoft Windows専用のファイルマネージャ（ファイラー）。

## 特徴
2段タブを備えており、タブグループでフォルダーをグループ管理できるタブファイラーである。また、ファイルビューの部分はプラグイン化されており、標準のビューだけでなくエクスプローラーの画面やコマンドプロンプトの画面なども使用できる。